# Charlotte Brontë
Charlotte Brontë (n. 21 aprilie 1816, Thornton⁠(d), Bradford⁠(d), Anglia, Regatul Unit al Marii Britanii și Irlandei – d. 31 martie 1855, Haworth⁠(d), Haworth, Cross Roads and Stanbury⁠(d), Anglia, Regatul Unit al Marii Britanii și Irlandei) a fost o romancieră și poetă engleză, sora mai mare a celorlalte două scriitoare: Emily Brontë și Anne Brontë. Charlotte Brontë, care obișnuia să folosească pseudonimul de  Currer Bell, este cunoscută pentru cartea ei Jane Eyre, unul dintre cele mai celebre romane din literatura engleză și cea universală.

## Viața
S-a născut la Thornton și și-a petrecut copilăria și tinerețea la Haworth, bucurându-se de educația sporadică, lectura independentă și libertatea de acțiune ce li se oferea tuturor copiilor din familia ei. Un an petrecut la o școală ieftină pentru fiice de preot, la Cowan's Bridge, unde mâncarea proastă și disciplina exagerat de severă au ruinat sănătatea surorilor ei mai mari Maria și Elizabeth, moarte la 10 și respectiv 11 ani, i-a oferit lui Bronte materialul pentru zugrăvirea școlii din Lowood în romanul „Jane Eyre”. 
În 1831 Brontë a fost trimisă la școala din Roe Head, Dewsbury. Corespondența cu prietenele cunoscute aici, care a durat până la moartea sa, constituie sursa pentru cele mai multe informații biografice despre ea. După trei ani petrecuți acasă ca instructoare a surorilor ei, a revenit la școala de la Roe Head ca guvernantă pentru alți trei ani. În tot acest răstimp, Charlotte nu încetase să scrie. Eforturile ei literare au fost însă descurajate de Robert Southey căruia îi trimisese un manuscris. În vederea deschiderii unei școli pentru fete, Brontë a plecat împreună cu sora sa Emily la Bruxelles ca să învețe limbi moderne, petrecând un an ca elevă, iar un al doilea ca profesoară la pensionul Heger. După eșuarea proiectului și după decăderea definitivă a fratelui lor Branwell, surorile Brontë s-au concentrat din nou asupra activității literare, editându-și pe cont propriu poeziile și oferindu-și romanele la diferite edituri. În 1847 lui Charlotte i-a fost refuzat romanul „The Professor”, dar editorii s-au declarat dispuși să-i accepte un alt roman, „Jane Eyre” (1847), care era dedicat lui Thackeray și care a cunoscut un mare succes.

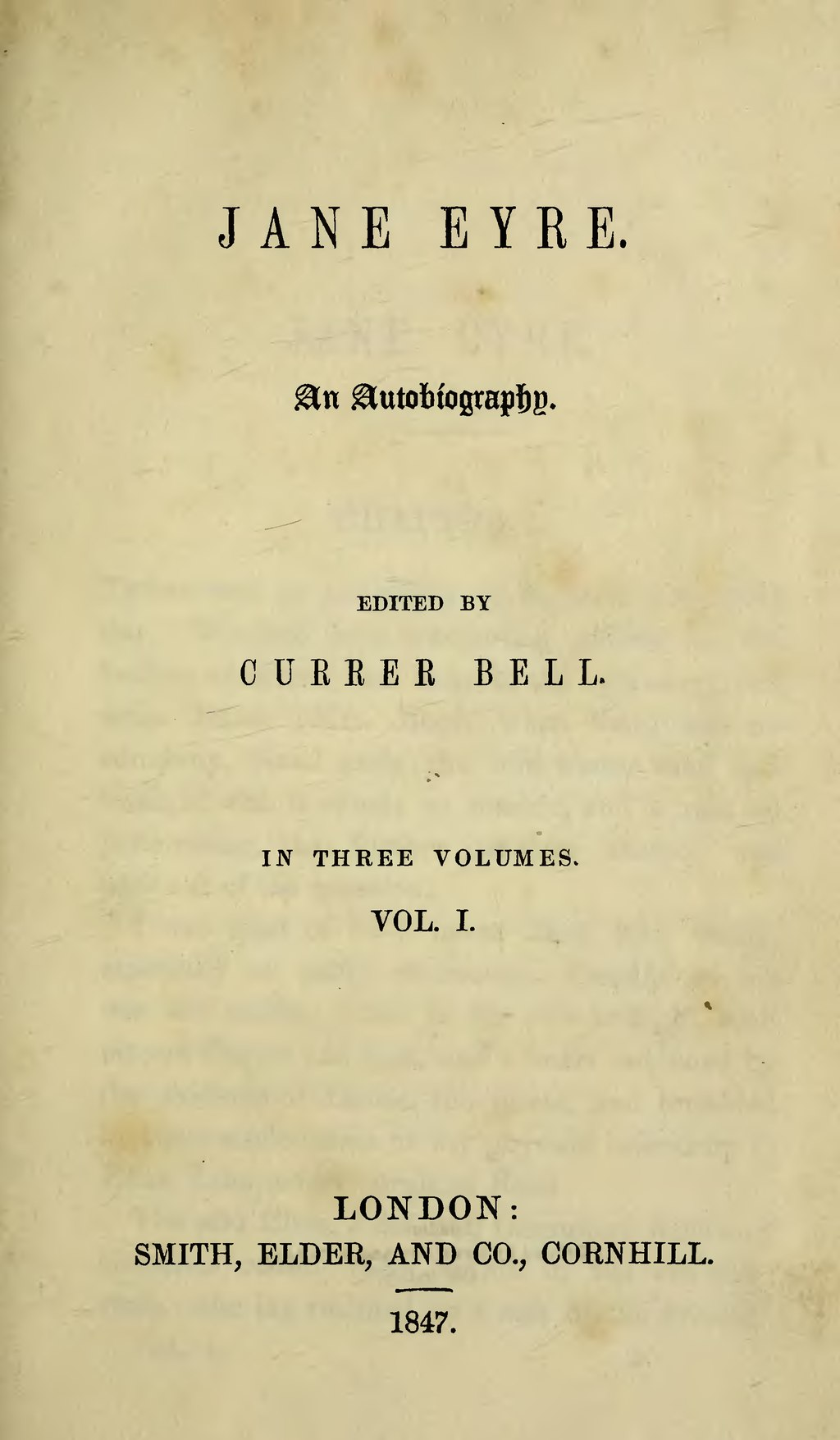
Coperta primei ediţii a romanului Jane Eyre

În anul triumfului literar al lui Charlotte, Branwell a murit, iar la înmormântare Emily a răcit și ulterior s-a îmbolnăvit de tuberculoză. La sfârșitul anului a murit și Emily. În primăvara anului 1849, Anne Brontë s-a stins și ea din viață, lăsând-o pe Charlotte singură. Aceasta a mai scris două romane, „Shirley” și „Villette”, iar în 1855 s-a căsătorit cu vicarul tatălui său. A mai trăit încă un an și a murit de tuberculoză, în timp ce era însărcinată.